# Vedala Hemachandra

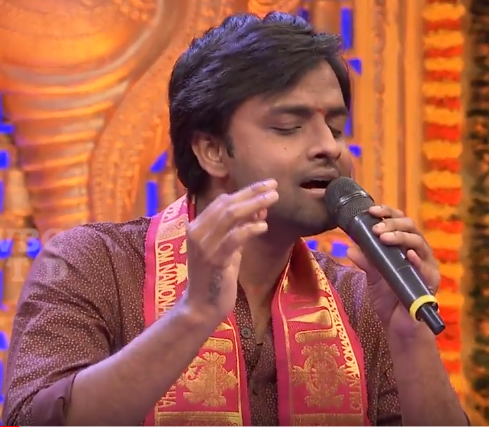
Retrato de Hemachandra

Hemachandra Vedala (n. 2 de junio de 1988 en Hyderabad, Telangana), es un cantante y director de música indio, actualmente trabaja para la industria cinematográfica de la India. Participó en un concurso de canto llamado "Sa Re Ga Ma Pa" en el 2005, en la que salió en segundo lugar.

## Biografía
Nació el 2 de junio de 1988, en Hyderabad, India, en el seno de una familia de brahmanes telugu. Se formó en música carnática bajo la tutela de su madre Vedala Sasikala Swamy y en música indostánica en el Government Music college, en Hyderabad. Completó sus estudios en una escuela secundaria en su ciudad natal y después su Licenciatura en Animación y Multimedia. Es primo hermano de N.C. Karunya.
Estuvo comprometido con la cantante Sravana Bhargavi, el 9 de diciembre de 2012 y se casó con ella el 14 de febrero de 2013. 
Actualmente conduce un programa de televisión llamado "Super Singer 7", para descubrir y formar nuevos talentos musicales.

## Discografía
| Canción                   | Película                                | Idioma  | Director musical       |
| ------------------------- | --------------------------------------- | ------- | ---------------------- |
| "Yentho Nijame"           | Vikramasimha                            | Telugu  | A.R.Rahman             |
| "Baadshah"                | Baadshah                                | Telugu  | Thaman                 |
| "Pilla Manchi"            | Shadow                                  | Telugu  | Thaman                 |
| "Pillandham Keka Keka"    | Denikaina Ready                         | Telugu  | Chakri                 |
| "CMGR Theme"              | Cameraman Ganga Tho Rambabu             | Telugu  | Mani Sharma            |
| "Extra Ordinary"          | Cameraman Ganga Tho Rambabu             | Telugu  | Mani Sharma            |
| "Taladinchuku"            | Cameraman Ganga Tho Rambabu             | Telugu  | Mani Sharma            |
| "Yegiri Pove"             | Endhukante... Premanta!                 | Telugu" | G.V Prakash            |
| "Paparayudu"              | Panjaa                                  | Telugu  | Yuvan Shankar Raja     |
| "Marumallela Vaana"       | Solo                                    | Telugu  | Mani Sharma            |
| "Neelalu garu"            | Evaraina Eppudaina                      | Telugu  | Mani Sharma            |
| "Putukku Zara Zara"       | Happy Happy ga                          | Telugu  | Mani Sharma            |
| "Niluvave"                | Lakshyam                                | Telugu  | Mani Sharma            |
| "Theme of SMS"            | SMS                                     | Telugu  | V. Selvaganesh         |
| "Cheeky Cheeky baby"      | SMS                                     | Telugu  | V. Selvaganesh         |
| "Oh Baby Girl "           | Maalai Pozhudhin Mayakathilaey          | Tamil   | Achu                   |
| "Heart lo Battery"        | Snehithudu                              | Telugu  | Harris Jayaraj         |
| "Heartiley Battery"       | Nanban                                  | Tamil   | Harris Jayaraj         |
| "Premey"                  | Kandireega                              | Telugu  | Thaman                 |
| "Sunday Monday"           | Khaleja                                 | Telugu  | Mani Sharma            |
| "Piliche"                 | Khaleja                                 | Telugu  | Mani Sharma            |
| "Kandi Chenu"             | Seema Tapakai                           | Telugu  | vandematharam srinivas |
| "Jaago"                   | Golconda High School                    | Telugu  | Kalyani Malik          |
| "Padha Padha"             | Vastadu Naa Raju                        | Telugu  | Mani Sharma            |
| "Aale Baale"              | Theenmaar                               | Telugu  | Mani Sharma            |
| "Sootiga Chooseva"        | Raaj                                    | Telugu  | Vidyasagar             |
| "Arjuna Phalguna"         | Parama Veera Chakra                     | Telugu  | Mani Sharma            |
| "Cheli Vinamani"          | Ala Modalaindi                          | Telugu  | Kalyani Malik          |
| "Papum Punyam"            | Nenu Naa Rakshasi                       | Telugu  | Anoop Rubens           |
| "Prema Desam"             | Shakti                                  | Telugu  | Mani Sharma            |
| "Maha Rudra Shakti"       | Shakti                                  | Telugu  | Mani Sharma            |
| "Ring Roadu"              | Katha Screenplay Darsakatvam Appalaraju | Telugu  | Koti                   |
| "Young India'             | Young India                             | Telugu  | MM Keeravani           |
| "Bava Bava"               | Shambo Shiva Shambo                     | Telugu  | Sundar C. Babu         |
| "Chintamani Chintamani"   | Shambo Shiva Shambo                     | Telugu  | Sundar C. Babu         |
| "Warewa What A Figure"    | Kathi Kantha Rao                        | Telugu  | Mallikarjun            |
| "Nachindhi Chesey"        | Boss - I Love You                       | Telugu  | Kalyani Malik          |
| "Bommali"                 | Billa                                   | Telugu  | Mani Sharma            |
| "Naalo Nenena"            | Banam                                   | Telugu  | Mani Sharma            |
| "Madhuranu Bhavama Prema" | Happy Happy Ga                          | Telugu  | Mani Sharma            |
| "Kaadhal Oru Butterfly"   | Oru Kal Oru Kannadi                     | Tamil   | Harris Jayaraj         |
| "Thanjavoor Jillakaari"   | Sura                                    | Tamil   | Mani Sharma            |
| "Hridayam Orchukolenidi"  | Parugu                                  | Telugu  | Mani Sharma            |
| "Osinabangaraam"          | Greeku Veerudu                          | Telugu  | S.S.Taman              |

## Como Director  de música
| Canción        | Película            | Idioma | Director musical |
| -------------- | ------------------- | ------ | ---------------- |
| "All The Best" | All The Best (film) | Telugu | Hemachandra      |
| "All Songs"    | Ride (2009 film)    | Telugu | Hemachandra      |

## Competiciones
1. Sa Re Ga Ma Pa Challenge 2005 - Runner-up

## Premios
| Ceremonia                                   | Categoría                 | Película | Resultado |
| ------------------------------------------- | ------------------------- | -------- | --------- |
| 2nd South Indian International Movie Awards | Best Male Playback Singer | Racha    | Nominado  |